# Cabeça Branca (criminoso)
Luiz Carlos da Rocha (Uraí, 11 de julho de 1959), mais conhecido como Cabeça Branca, é um narcotraficante brasileiro. Em 2017, quando foi preso pela Polícia Federal, era considerado nacionalmente e internacionalmente como o maior traficante de drogas do Brasil, com o seu nome constando na lista difusão vermelha da Interpol.
A operação que a Polícia Federal deflagrou para desarticular a organização criminosa do Cabeça Branca, chamada de "Operação Sem Saída", foi considerada a maior operação da história da Polícia Federal na desarticulação patrimonial de organização criminosa com atuação no tráfico internacional de drogas e lavagem de dinheiro.

## Biografia
Cabeça Branca comandou na surdina por mais de três décadas um esquema de tráfico internacional de drogas responsável por abastecer mensalmente com pelo menos cinco toneladas de cocaína, com alto grau de pureza, países na Europa, na África e nos Estados Unidos.
Diferentemente dos outros traficantes, que empregam a violência em suas negociações, Cabeça Branca acumulou respeito no crime com muita discrição, diplomacia e com o pagamento de valorosas mesadas. Foi assim que ele comprou o silêncio de senadores e deputados no Brasil e Paraguai, de servidores públicos estaduais e federais em Mato Grosso, Mato Grosso do Sul, Paraná, Santa Catarina, Rio Grande do Sul e São Paulo, além de supostamente pagar pelo apoio de funcionários dos portos de Santos e Itajaí, por onde escoava sua mercadoria.
Além da diplomacia, Cabeça Branca conseguiu ficar foragido durante todo esse tempo por conta de sua discrição.
Em 01 de julho de 2017, depois de 13 anos sendo procurado, ele foi capturado na cidade de Sorriso, no Mato Grosso, assim que ele voltou para uma casa de alto padrão onde costumava passar alguns dias.